# Led Zeppelin Scandinavian Tour 1968
Led Zeppelin Scandinavian Tour 1968 foi a primeira turnê da banda britânica de rock Led Zeppelin, realizada entre 7 e 17 de setembro de 1968 com concertos na Dinamarca e Suécia, na Escandinávia. No entanto, a banda foi anunciada em seus primeiros concertos como "The Yardbirds".

## Visão geral
A turnê de estreia do Led Zeppelin foi um excelente compromisso contratual deixado pelos Yardbirds. O primeiro concerto da banda realizado no Teen Club, um ginásio de escola em Gladsaxe, na Dinamarca, foi realizado exatamente dois meses depois do dia do concerto final dos Yardbirds. O empresário da banda, Peter Grant, disse mais tarde que o primeiro show "começou em um lado do palco, era óbvio que havia uma química especial".
O guitarrista Jimmy Page lembrou que "o passeio foi fantástico para nós, deixamos pisar o chão depois de cada show." De acordo com o cantor Robert Plant:
| “ | Nós não tínhamos nenhum dinheiro na primeira turnê. Nada. Jimmy [Page] colocou cada centavo que ele tinha conseguido a partir dos Yardbirds e que não era muito coisa. Até Peter Grant tinha mais, eles não fizeram a fortuna que deveriam ter feito. Por isso, fizemos o álbum e saímos em uma turnê com um grupo em uma estrada. | ” |

Plant também recordou o seguinte:
| “ | Na Escandinávia ainda eramos muitos inexperientes; estávamos no início e cada um queria sobrepor-se ao outro. Eramos muitos cuidadosos; só mais tarde começamos a arriscar e, para mim, isso representava o prazer de estar no Led Zeppelin. Foi um início hesitante, inseguro. | ” |

Para esses primeiros shows, a banda foi anunciado como os "Yardbirds" ou "New Yardbirds", apesar do fato de que Jimmy Page ser na época a única ligação sobreviver com a banda anterior. Page mais tarde disse:
| “ | Percebemos que estávamos trabalhando sob falsos pretextos, a coisa tinha ido rapidamente para além de onde os Yardbirds havia parado. Estamos todos de acordo não havia nenhum ponto em reter o rotulo de New Yardbirds então quando voltamos da Escandinávia decidimos mudar o nome [da banda]. Foi um novo começo para todos nós. | ” |

## Datas dos concertos
| Data                   | Cidade     | País      | Foro                                                     |
| ---------------------- | ---------- | --------- | -------------------------------------------------------- |
| 7 de setembro de 1968  | Gladsaxe   | Dinamarca | Gladsaxe Teen Club, Egegård Skole primeiro show da noite |
| 7 de setembro de 1968  | Brøndby    | Dinamarca | Brøndby Pop Club, Nørregårdsskolen segundo show da noite |
| 8 de setembro de 1968  | Lolland    | Dinamarca | Reventlowparken show da tarde                            |
| 8 de setembro de 1968  | Roskilde   | Dinamarca | Fjordvilla Club show da noite                            |
| 12 de setembro de 1968 | Estocolmo  | Suécia    | Stora Scenen                                             |
| 13 de setembro de 1968 | Estocolmo  | Suécia    | Inside Club                                              |
| 14 de setembro de 1968 | Knivsta    | Suécia    | Angby Park                                               |
| 15 de setembro de 1968 | Gotemburgo | Suécia    | Liseberg Amusement Park                                  |
| 17 de setembro de 1968 | Malmö      | Suécia    | Klub Bongo                                               |